# Izieu
Izieu är en kommun i departementet Ain i regionen Auvergne-Rhône-Alpes i östra Frankrike. Kommunen ligger  i kantonen Belley som ligger i arrondissementet Belley. Kommunens areal är 7,67 km². År 2022 hade Izieu 223 invånare.

## Befolkningsutveckling
Antalet invånare i kommunen Izieu
Referens: INSEE